# Mezmerize
A Mezmerize a System of a Down negyedik albuma. 2005. május 17-én jelent meg. Ezen a lemezen Daron Malakian sokkal többet énekel, mint az előzőkön. Emellett, elég kísérletező jellegű, ez leginkább az Old School Hollywoodban üt vissza, melyben még elektronikus effektek is bőven helyet kaptak, valamint torzítva énekelnek benne, mint valami robot. A kísérletezések eléggé megosztották a rajongókat, ám a kritika, a szakma nagyon dicsérte a korongot.

## A számok listája
1. Soldier Side – Intro
2. B.Y.O.B.
3. Revenga
4. Cigaro
5. Radio/Video
6. This Cocaine Makes Me Feel Like I'm on This Song
7. Violent Pornography
8. Question!
9. Sad Statue
10. Old School Hollywood
11. Lost in Hollywood